# Polari jezik
Polari jezik (ISO 639-3: pld; palari, palarie, parlare, parlary, parlyaree), neklasificirani jezik koji se koristi jedino kao drugi jezik u homoseksualnim krugovima u Britaniji. Neki pokazatelji upućuju da ima svoje korijene u govorima mornara i pomoraca.
Ime mu dolazi od talijanske riječi parlare, "govoriti." Bio je uobičajen 1960.-tih godina.

## Vanjske poveznice
- Ethnologue (14th)
- Ethnologue (15th)